# Stevan Kovačević
Stevan Kovačević (Kirin Serbia: Cтeвaн Koвaчeвић; sinh 9 tháng 1 năm 1988 ở Kragujevac, Nam Tư) là một cầu thủ bóng đá Serbia thi đấu cho Javor Matis ở vị trí tiền vệ.